# Дисково устройство
Дисковите устройства са вид запаметяващи устройства в компютърните системи, с чиято помощ данните се записват върху носители на информация във форма на диск. Всяко устройство ползва точно определен тип носители и на всеки носител му трябва точно определено устройство. Капацитетът на информационния носител се измерва в: байт (B), килобайт (КВ), мегабайт (МВ), гигабайт (GВ) и терабайт (TB). Той зависи както от технологията на запис така и от физическите параметри на устройството. По време на записване или четене на данни дискът в конвенционалното устройство се развърта с определена скорост и фиксирана посока от специално управляван безколекторен електродвигател.

## Методи на запис
Съществуват три метода за записване на данни върху диска:
- Магнитен запис
- Оптичен запис
- Магнитно-оптичен запис

Дисковете са с пряк достъп до данните, т.е. във всеки един момент можем да прочетем файл с данни, намиращ се на произволно място върху диска.

## Флопи-дисково устройство
Дискетното устройство работи с дискети. Капацитетът на едно дисково устройство в байтове се пресмята като произведение на:
- Броя на повърхностите (главите за запис/четене)
- Броя на пътеките върху една повърхност
- Размера на сектора (брой байтове в един сектор)

За размера на сектора е възприет стандарт от 512 байта в сектор.

## Оптично дисково устройство
Оптичното дисково устройство работи с оптични дискове CD или DVD (Digital Versatile Disk – Цифров многоцелеви диск)
- CD

Произвеждат се основно 3,5" и 5,25" оптически дискове с няколко стандарта за капацитета им. Най-често 3,5" оптическите дискове предлагат капацитети 210 МВ, а 5,25" дискове – 700 МВ.
- DVD

На един диск с размерите на CD могат да се запишат данни от 4,7GB (DVD5) до 8,5GB (DVD9), съответно при еднослоен и двуслоен, но едностранен диск. Съществуват и двустранни, еднослойни DVD – DVD10, които побират до 9,4 GB. По-рядко могат да се срещнат и двуслойни, двустранни DVD с обем 17 GB, т.нар. DVD18. Разликата между DVD и CD е в дълбочината на ямките, в дължината на вълната на записващия/четящия лазерен лъч и числовата апертура на обектива. DVD стандартът се използва главно за разпространение на филми и мултимедия. За разлика от обикновения CD диск, DVD носителят е защитен с допълнителни технологии срещу презапис и пиратско разпространение, като DVD Region Code (Регионален код за DVD), CSS (Content Scrambling System – Система за сканиране на съдържанието) и др.

### Контролери
Повечето CD-ROM и DVD-ROM устройства използват IDE или SCSI конектори, т.е. те се свързват към компютъра или чрез контролер IDE (който поддържа стандарта АТAPI) или чрез контролер SCSI. Има и външни устройства, които използват паралелен порт или връзка USB. Някои от по-новите CD-ROM и DVD-ROM устройства поддържат спецификацията IEEE 1394 и се свързват към контролер на дънната платка или използват Device Вау. Device Вау устройствата представляват външни панели, към които може да се включи твърд диск, CD-ROM и DVD-ROM.

## Твърд диск
Принципът на работа на твърдите дискове е подобен на този на дискетите. Само че тук повърхностите са от 2 до 16, разположени на 1 до 8 диска. И двете страни на повърхностите – подложките се използват. Те са херметически затворени заедно с главите в една кутия и се въртят от общ шпиндел. Покрити са с магнитен материал, върху който се записва информацията. Тя се записва с помощта на глави, които са монтирани на т. нар. рами. Подложките се въртят под главите, така че за дадено положение на главите всяка от тях описва окръжност. Всяка окръжност под дадена глава се нарича пътечка и се дели на полета, наречени сектори. При твърдите дискове пътеките с еднакви номера на всички повърхности образуват цилиндър. Всички байтове в един сектор се четат и записват едновременно. Размерът на един сектор е 512 байта. Местоположението върху диска се описва от три числа:
- Цилиндър – показва на какво разстояние от центъра на подложката се намира рамата.
- Глава – показва коя повърхност на коя подложка се използва.
- Сектор – показва кой запис от пътечката се използва.